# آلة تخدير

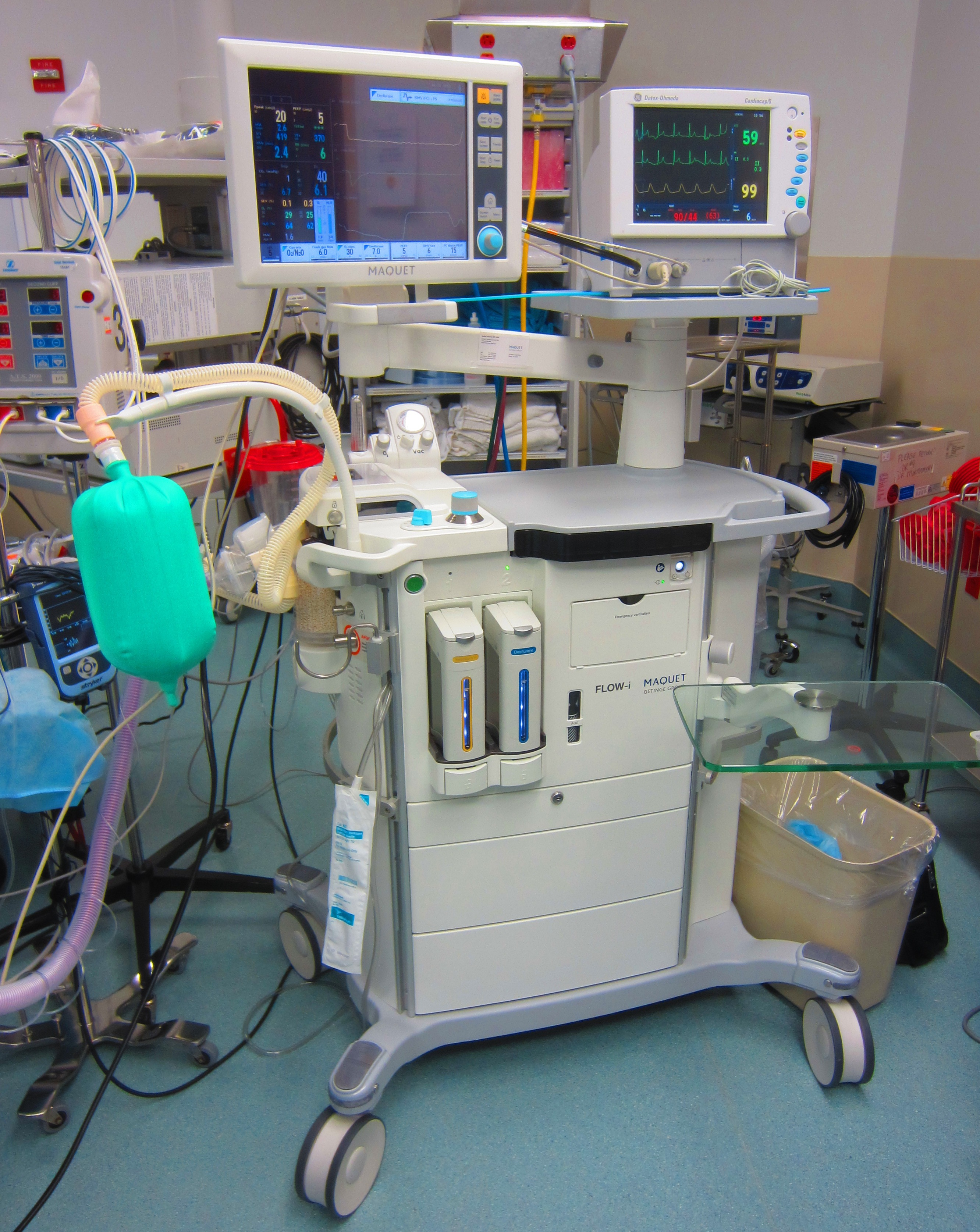
آلة تخدير حديثة

آلة التخدير (بالإنجليزية: anesthesia machine) هي الآلة التي يتم استخدامها للمساهمة في تخدير المريض من قبل أطباء التخدير. أكثر الأنواع شيوعاً في الاستخدام هي الآلات التي تعتمد على التدفق المستمر، والتي تصمم لإعطاء كمية محسوبة ومستمرة من الغازات الطبية (مثل الأكسجين وأكسيد النيتروس)، والتي بدورها يتم خلطها بتركيز دقيق من أدوية التخدير الاستنشاقية مثل (هالوثان وآيزوفلوران)، ليتم بعد ذلك نقلها للمريض تحت ضغط مناسب ومعدل سريان آمن. تحتوي آلات التخدير الحديثة على جهاز تنفس اصطناعي مرفق بها، بالإضافة إلى وحدة شفط وأجهزة لمراقبة حالة المريض.

## المكونات الأساسية
تشمل آلات التخدير الحديثة المكونات الرئيسية التالية:
- وصلات لأنابيب الأكسجين والهواء و أكسيد النيتروس.
- اسطوانات احتياطية للأكسجين و الهواء وأكسيد النيتروس متصلة بالآلة.
- تدفق أكسجين مرتفع يمكنه ضخ الأكسجين بمعدل 30-75 لتر بالدقيقة.
- مقاييس ضغط ومنظمات و صمامات لحماية أجزاء الآلة وحماية المريض من الضغط المرتفع للغازات.
- مقياس معدل سريان (روتاميتر) خاص بالأكسجين والهواء وأكسيد النيتروس.
- مبخار تخدير لتحويل أدوية التخدير الاستنشاقية إلى صورة بخار، مع إمكانية التحكم الدقيق في تركيز الأدوية.
- جهاز تنفس صناعي مرفق للقيام بالتهوية الميكانيكية عند حاجة المريض.
- كيس تهوية يدوية مصحوب بصمام لضبط الضغط قابل للتعديل.
- مستودع لجير الصودا لامتصاص ثنائي أكسيد الكربون من غازات التنفس.
- أجهزة قياس الغازات التي يتم استنشاقها من قبل المريض.
- أنظمة لمتابعة معدل ضربات القلب وتخطيط كهربائية القلب، قياس ضغط الدم ونسبة تشبع الأكسجين.
- في بعض الآلات يتم إضافة أجهزة لقياس ثثائي أكسيد الكربون ودرجة الحرارة.
- وصلات تنفسية لنقل الغازات من الآلة إلى المريض.[1][2]

## عوامل الأمان
تحتوي آلات التخدير الحديثة على عدة عوامل للحفاظ على قدرة الآلة على تأدية وظيفتها بشكل كامل وتلافي أي مشكلات تعوق الغرض منها، حيث تشمل إطلاق إنذار عند فشل توصيل الأكسجين للمريض، فصل آلي لتدفق أكسيد النيتروس عند فصل الأكسجين، إنذار خاص بجهاز التهوية عند حدوث انخفاض أو ارتفاع كبير في ضغط المسلك الهوائي، صمامات مختلفة لكل وصلة من وصلات الأنابيب الغازية المختلفة لمنع توصيل الأكسجين عن طريق الخطأ محل أكسيد النيتروس كمثال، تحتوي آلات التخدير الحديثة على بطاريات كهربائية تكفي للعمل لفترة محددة في حالة انقطاع التيار الكهربي، كما تشمل الآلات الحديثة كذلك عوامل أمان أخرى خاصة بمبخار التخدير. تشمل عوامل الأمان ارشادات خاصة ينبغي تطبيقها مثل الفحص الخاص بالآلة قبل بداية تخدير المرضى من قبل شخصين مختلفين (طبيب التخدير وأحد المختصين بالعمليات) بالإضافة إلى ضرورة تنظيف الآلة عقب كل مريض لمنع انتقال العدوى.